# ناصر رسا
ناصر رسا (۱۳۳۴–۱۴۰۲، در مشهد) نوازنده گیتار کلاسیک در سبک فلامنکو، ایرانی بود. رسا در سال ۱۳۵۳ در تلویزیون ملی ایران اجرای برنامه داشته‌است.

## آثار
رسا خالق قطعاتی برای گیتار کلاسیک و فلامنکو از جمله فریاد، اندوه، بیگانگی، بولریاس و فاروکا است.

## درگذشت
ناصر رسا که به پدر گیتار فلامنکوی ایران شهرت داشت، روز یکشنبه ۲۴ دی ۱۴۰۲ در سن ۶۸ سالگی بر اثر بیماری درگذشت. ناصر رسا برادر سعید رسا از استادانِ موسیقی خراسان و فرزند قاسم رسا طبیب و شاعر ایرانی است.